# Ethelredo II de Northumbria

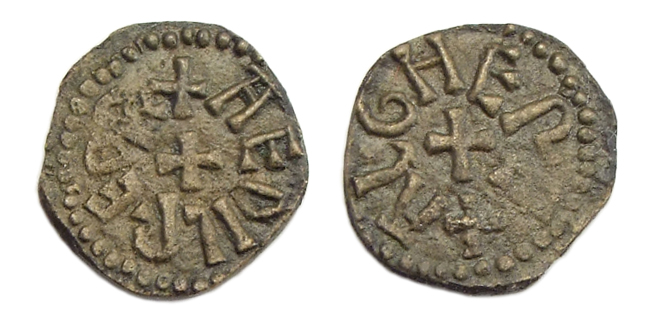
Aleación de cobre styca del rey Ethelredo II.

Ethelredo II (Æthelred II) fue rey de Northumbria de 854 a 862, con un descanso en 858. Él era el hijo de Eanred.
Se sabe relativamente poco de su reinado a partir de los registros documentales. Parece haber sido expulsado en favor de Rædwulf, cuyo reinado es confirmado por la evidencia de la acuñación de moneda. Sin embargo, Rædwulf fue asesinado el mismo año, en la lucha contra los Vikingos, y Ethelredo II fue restaurado en el poder. Él fue asesinado un par de años más tarde, pero no se conocen otros detalles de su asesinato.
La datación del reinado de Ethelredo II es extremadamente problemática. Según las fuentes escritas, fue expulsado en 844 y asesinado en 849, pero en las últimas reinterpretaciones de la cronología de Northumbria basada en la evidencia numismática apuntan a que su reino comenzó en 854, fue expulsado en 858, y asesinado en 862.
La nueva acuñación de styca, pequeñas monedas de latón, con muy poca plata y mucho zinc, que comenzó durante el reinado de su padre, continuó en el suyo. 
Las fuentes escritas y numismáticas concuerdan en que Æthelred fue sucedido por Osberht.